# Racosperma kimberleyense
Racosperma kimberleyense là một loài thực vật có hoa trong họ Đậu. Loài này được (W. Fitzg. ex Maiden) Pedley mô tả khoa học đầu tiên năm 2003.